# Chotěnov
Chotěnov település Csehországban, a Svitavyi járásban. Chotěnov Jarošov, Poříčí u Litomyšle, Nová Ves u Jarošova, Budislav, Chotovice, Makov, Vidlatá Seč és Desná településekkel határos. Lakosainak száma 134 fő (2024. január 1.).

## Népesség
A település lakosságának változását az alábbi diagram mutatja:
| Lakosok száma | 353  | 356  | 375  | 225  | 160  | 133  | 128  | 121  | 134  | 134  |
|               | 1869 | 1890 | 1921 | 1950 | 1980 | 2001 | 2017 | 2019 | 2022 | 2024 |